# جق جق عليا
جق‌ جق عليا هي قرية في مقاطعة نير، إيران. عدد سكان هذه القرية هو 25 في سنة 2006.